# Attelage Janney

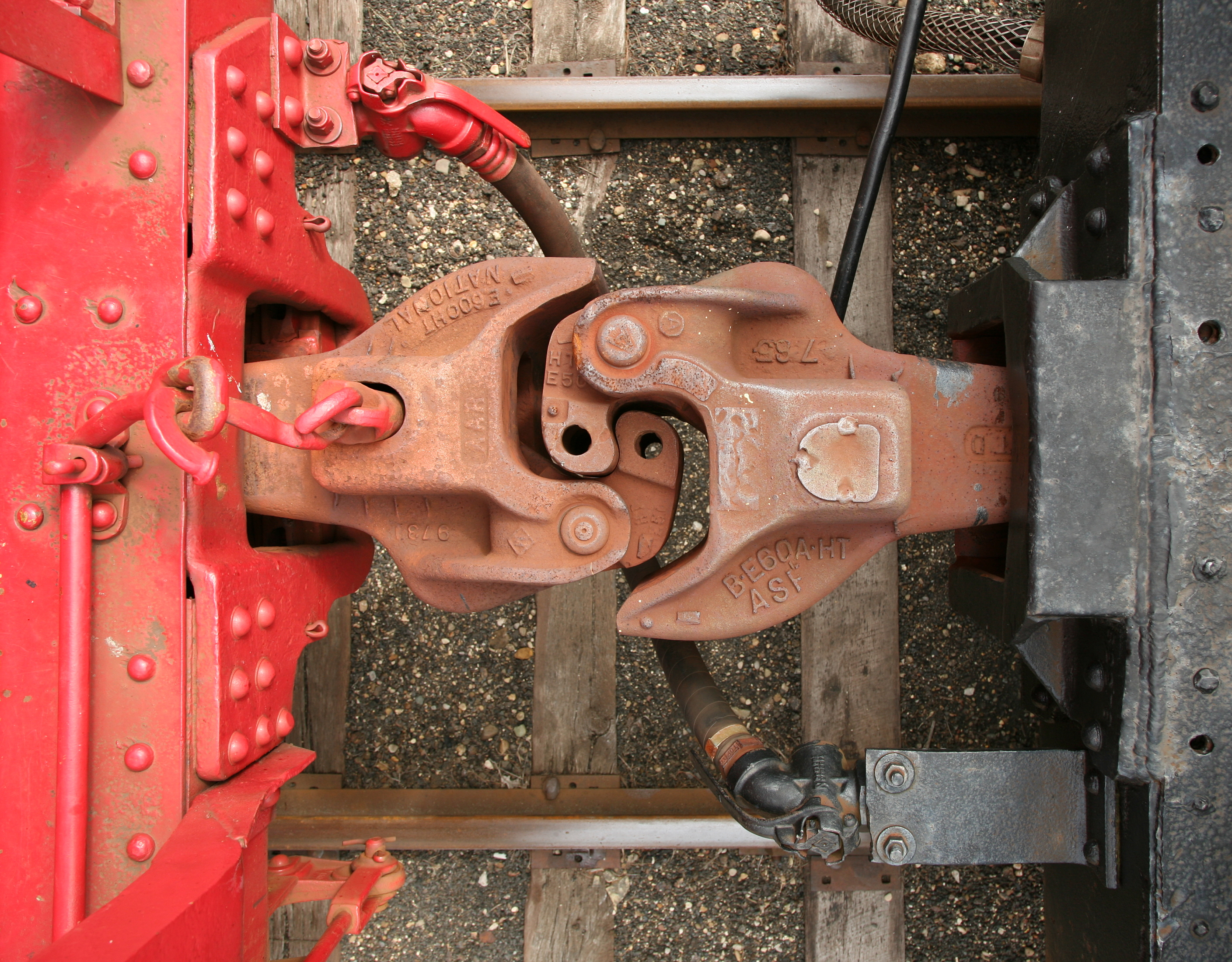
Deux Janneys liés ensemble.

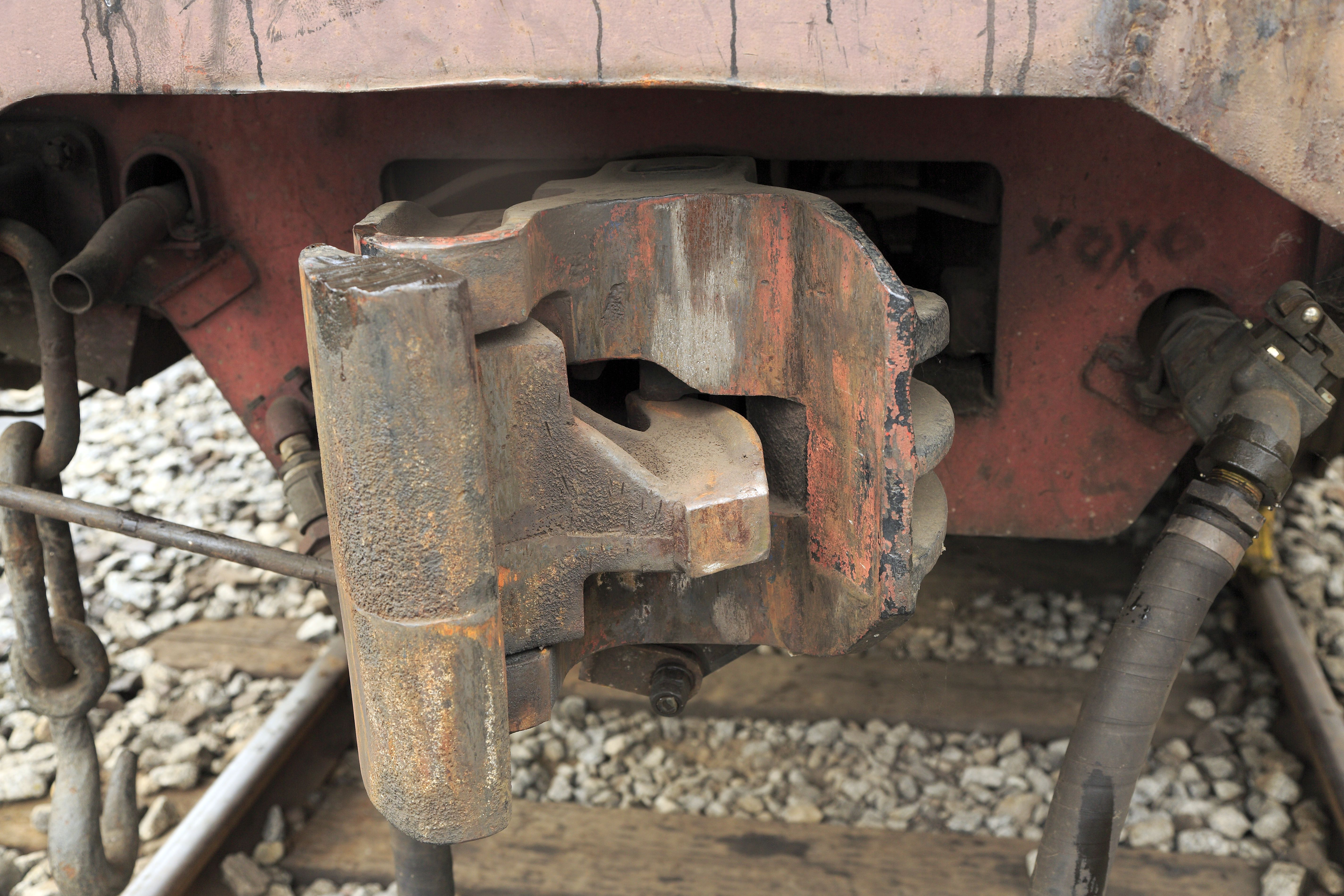
Un Janney déverrouillé. Un des deux Janneys doit impérativement être déverrouillé pour permettre le couplage.

L’attelage Janney est un attelage automatique pour les chemins de fer, généralisé en Amérique du Nord, au Japon, en Afrique et en Chine : il sert à la fois d'attelage et d'élément de choc, et il n'y a pas toujours de tampons entre les véhicules ferroviaires. Cet attelage rustique et solide a été mis au point dès la fin du XIXe siècle.
L'attelage Scharfenberg est davantage utilisé par la SNCF.
En modélisme ferroviaire, les frères Keith et Dale Edwards brevettent en 1947 un équivalent miniature de cet attelage sous la marque Kadee. Cet attelage est aujourd'hui devenu l’attelage standard des trains miniatures en Amérique du Nord. 